# Athyrium mantoniae
Athyrium mantoniae är en majbräkenväxtart som beskrevs av Fraser-jenk. Athyrium mantoniae ingår i släktet Athyrium och familjen Athyriaceae. Inga underarter finns listade.